# سد پانکو
سد پانکو (به لاتین: Pankou Dam) یک سد در چین است که در Zhushan County, Hubei Province واقع شده‌است.